# SCS Software
SCS Software s.r.o. je české vývojářské studio zabývající se tvorbou počítačových her. Firma byla založena v druhé polovině 90. let. Společnost vyvíjí herní série 18 Wheels of Steel, Hunting Unlimited, a Euro Truck Simulator. Dále také jednotlivé hry, např. Bus Driver, Trucks & Trailers, Scania Truck Driving Simulator a American Truck Simulator. SCS Software vyvinul svůj vlastní herní engine Prism3D, který používá drtivá většina jeho her.

## Vyvinuté tituly
| Rok  | Název                                  | Platformy                       | Vydavatel                                               |
| ---- | -------------------------------------- | ------------------------------- | ------------------------------------------------------- |
| 2000 | Rocky Mountain Trophy Hunter 3         | Microsoft Windows               | WizardWorks                                             |
| 2001 | Shark! Hunting the Great White         | Microsoft Windows               | WizardWorks                                             |
| 2001 | Hunting Unlimited                      | Microsoft Windows               | ARUSH Entertainment, ValuSoft, Ziggurat Interactive     |
| 2001 | 911 Fire Rescue                        | Microsoft Windows               | WizardWorks                                             |
| 2002 | Hard Truck: 18 Wheels of Steel         | Microsoft Windows               | Buka Entertainment, ValuSoft                            |
| 2003 | Hunting Unlimited 2                    | Microsoft Windows               | ARUSH Entertainment, Ziggurat Interactive               |
| 2003 | 18 Wheels of Steel: Across America     | Microsoft Windows               | Akella, Buka Entertainment, Tommo, ValuSoft             |
| 2004 | Hunting Unlimited 3                    | Microsoft Windows               | ARUSH Entertainment, ValuSoft, Ziggurat Interactive     |
| 2004 | 18 Wheels of Steel: Pedal to the Metal | Microsoft Windows               | Akella, Buka Entertainment, THQ, ValuSoft               |
| 2005 | OceanDive                              | Microsoft Windows               | SCS Software                                            |
| 2005 | 18 Wheels of Steel: Convoy             | Microsoft Windows               | Buka Entertainment, Tommo, ValuSoft                     |
| 2006 | Hunting Unlimited 4                    | Microsoft Windows               | Tommo, ValuSoft                                         |
| 2006 | 18 Wheels of Steel: Haulin'            | Microsoft Windows               | Tommo, ValuSoft                                         |
| 2007 | Deer Drive                             | Microsoft Windows               | astragon, Cinemaware, EMME Deutschland                  |
| 2007 | TruckSaver                             | Microsoft Windows               | SCS Software                                            |
| 2007 | Hunting Unlimited 2008                 | Microsoft Windows               | ValuSoft                                                |
| 2007 | Bus Driver                             | iOS, Microsoft Windows          | SCS Software                                            |
| 2007 | 18 Wheels of Steel: American Long Haul | Microsoft Windows               | ValuSoft                                                |
| 2008 | Hunting Unlimited 2009                 | Microsoft Windows               | Tommo, ValuSoft                                         |
| 2008 | Euro Truck Simulator                   | MacOS, Microsoft Windows        | Excalibur Publishing, Meridian4, n3vrf41l, SCS Software |
| 2009 | Hunting Unlimited 2010                 | Microsoft Windows               | ValuSoft                                                |
| 2009 | 18 Wheels of Steel: Extreme Trucker    | Microsoft Windows               | astragon, Tommo, ValuSoft                               |
| 2010 | German Truck Simulator                 | Microsoft Windows               | Excalibur Publishing                                    |
| 2010 | UK Truck Simulator                     | Microsoft Windows               | astragon, Excalibur Publishing                          |
| 2010 | Hunting Unlimited 2011                 | Microsoft Windows               | astragon, ValuSoft                                      |
| 2011 | 18 Wheels of Steel: Extreme Trucker 2  | Microsoft Windows               | astragon, Cosmi Corporation, Micro Application          |
| 2011 | Trucks & Trailers                      | Microsoft Windows               | SCS Software                                            |
| 2012 | Scania Truck Driving Simulator         | MacOS, Microsoft Windows        | Excalibur Publishing, SCS Software                      |
| 2012 | Euro Truck Simulator 2                 | Linux, MacOS, Microsoft Windows | SCS Software                                            |
| 2016 | American Truck Simulator               | Linux, MacOS, Microsoft Windows | SCS Software                                            |